# Morten Suurballe
Morten Suurballe, född 8 mars 1955 i Köpenhamn, är en dansk skådespelare.

## Biografi
Suurballe utexaminerades från Den Danske Scenekunstskole 1978. Sedan 1992 är han engagerad vid Det Kongelige Teater i Köpenhamn. Han har även medverkat i både film och TV; till exempel i den danska kriminalserien Brottet (2007–2012) samt i den amerikanska dramaserien Vikings (2014).
Suurballe 1995–2003 gift med skådespelaren Julie Wieth. Han blev riddare av Dannebrogorden 2003 och 2013 riddare av första klassen.

## Filmografi i urval
- 1991 – En dag i oktober
- 1992 – Göingehövdingen (TV-serie)
- 2005 – Jul i Valhalla (TV-serie)
- 2007–2012 – Brottet (TV-serie)
- 2011 – Bron (TV-serie)
- 2014 – Vikings (TV-serie)
- 2016 – Flykten över sundet
- 2018 – Friheten (TV-serie)
- 2018 – Den skyldige
- 2020 – Advokaten (TV-serie)

## Teater

### Roller (ej komplett)
| År   | Roll      | Produktion                        | Regi           | Teater                                        |
| ---- | --------- | --------------------------------- | -------------- | --------------------------------------------- |
| 2000 | Machinist | Animals in Paradise Howard Barker | Olof Lindqvist | Malmö Dramatiska Teater/ Det Kongelige Teater |